# Cortodera imrasanica
Cortodera imrasanica là một loài bọ cánh cứng trong họ Cerambycidae.